# Balabac (isola)
Balabac è un'isola appartenente alle Filippine. Si trova a sud-ovest dell'isola di Palawan. Ha una superficie di 322 km² ed una popolazione di circa 20.000 abitanti. Capoluogo è il centro omonimo. L'isola è separata dalla Malaysia (provincia di Sabah) dallo Stretto di Balabac, che da essa prende nome e che mette in comunicazione il Mar Cinese Meridionale con il Mare di Sulu.
L'isola fa parte dell'omonima municipalità di Balabac, a sua volta situata nella Provincia di Palawan, nella regione di Visayas Occidentale.